# Oberthal (Saarland)
Oberthal és un municipi del districte de Sankt Wendel a l'estat federat alemany de Saarland. Està situat aproximadament a 7 km al nord-oest de Sankt Wendel, i a 35 km al nord de Saarbrücken.

## Nuclis
- Gronig
- Güdesweiler
- Oberthal
- Steinberg-Deckenhardt